# WE GOTTA POWER
「WE GOTTA POWER」（ウィー・ガッタ・パワー）は、影山ヒロノブの25枚目のシングル。1993年11月21日に日本コロムビアから発売された。

## 概要
テレビアニメ『ドラゴンボールZ』の後期オープニングテーマおよびロート製薬「ロートこどもソフト」のCMソングとして発表された楽曲で、オープニングテーマとしては第200話から291話（最終話）まで使用された。タイトルの「We gotta power」は英文法的に正しく理解することが難しい。powerを自動詞とみた場合、「私たちは勢いよく進まねばならない」、powerを他動詞とみた場合、「私たちは（何かに）パワー（活力）を供給しなければならない」と訳しうる。

## 収録曲
（全作詞：森雪之丞）
1. WE GOTTA POWER [3:57]
作曲・編曲：石川恵樹
テレビアニメ『ドラゴンボールZ』後期オープニングテーマ
劇場版『ドラゴンボールZ 危険なふたり!超戦士はねむれない』オープニングテーマ
劇場版『ドラゴンボールZ 超戦士撃破!!勝つのはオレだ』オープニングテーマ
劇場版『ドラゴンボールZ 復活のフュージョン!!悟空とベジータ』オープニングテーマ
PS2『ドラゴンボールZ Sparking!』主題歌
2. 僕達は天使だった [3:49]
作曲：池毅、編曲：戸塚修
テレビアニメ『ドラゴンボールZ』後期エンディングテーマ
3. WE GOTTA POWER（オリジナルカラオケ）
4. 僕達は天使だった（オリジナルカラオケ）

## 収録アルバム
| 曲名             | 収録アルバム                                                      | 備考                                                |
| ---------------- | ----------------------------------------------------------------- | --------------------------------------------------- |
| WE GOTTA POWER   | ドラゴンボールZ BEST REMIX2006 1/2 スペシャル                     | テレビアニメ『ドラゴンボールZ』のベストアルバム。   |
| WE GOTTA POWER   | ドラゴンボールZ ヒット曲集 16 WE GOTTA POWER                      | テレビアニメ『ドラゴンボールZ』のボーカルアルバム。 |
| WE GOTTA POWER   | ドラゴンボールZ ヒット曲集 17 HIPPY HOPPY SHAKE!!                 | テレビアニメ『ドラゴンボールZ』のボーカルアルバム。 |
| WE GOTTA POWER   | ドラゴンボールZ ヒット曲集 18 未来への賛歌                        | テレビアニメ『ドラゴンボールZ』のボーカルアルバム。 |
| WE GOTTA POWER   | ドラゴンボールZ コンプリート・ソングコレクションIV 〜永遠の約束〜 | テレビアニメ『ドラゴンボールZ』のボーカルアルバム。 |
| WE GOTTA POWER   | ドラゴンボールZ ベストソングコレクション                          | テレビアニメ『ドラゴンボールZ』のボーカルアルバム。 |
| 僕達は天使だった | ドラゴンボールZ ヒット曲集 16 WE GOTTA POWER                      | テレビアニメ『ドラゴンボールZ』のボーカルアルバム。 |
| 僕達は天使だった | ドラゴンボールZ ヒット曲集 17 HIPPY HOPPY SHAKE!!                 | テレビアニメ『ドラゴンボールZ』のボーカルアルバム。 |
| 僕達は天使だった | ドラゴンボールZ ヒット曲集 18 未来への賛歌                        | テレビアニメ『ドラゴンボールZ』のボーカルアルバム。 |
| 僕達は天使だった | ドラゴンボールZ BEST REMIX2006 1/2 スペシャル                     | テレビアニメ『ドラゴンボールZ』のベストアルバム。   |
| 僕達は天使だった | ドラゴンボールZ コンプリート・ソングコレクションIV 〜永遠の約束〜 | テレビアニメ『ドラゴンボールZ』のベストアルバム。   |
| 僕達は天使だった | ドラゴンボールZ ベストソングコレクション                          | テレビアニメ『ドラゴンボールZ』のベストアルバム。   |

| テレビアニメ『ドラゴンボールZ』オープニングテーマ 1993年9月8日 - 1996年1月31日 |                                 |  |
| 前作： 影山ヒロノブ 『CHA-LA HEAD-CHA-LA』                                     | 影山ヒロノブ 『WE GOTTA POWER』 |  |

| テレビアニメ『ドラゴンボールZ』エンディングテーマ 1993年9月8日 - 1996年1月31日 |                                   |  |
| 前作： MANNA 『でてこいとびきりZENKAIパワー!』                                 | 影山ヒロノブ 『僕達は天使だった』 |  |